# Compagnie générale de navigation sur le lac Léman
Pour les articles homonymes, voir CGN.
La Compagnie générale de navigation sur le Lac Léman (CGN, officiellement Groupe CGN SA) est une société suisse de transport par bateaux et croisière sur le lac Léman en Suisse et en France. Le groupe comprend deux filiales : CGN SA centrée sur l’exploitation et CGN Belle Époque SA qui a pour but de conserver et restaurer les bateaux Belle Époque de la flotte.
La société possède dix-neuf bateaux, d'une capacité comprise entre 150 et plus de 1 000 passagers. Il y a huit bateaux historiques à roues à aubes, et onze bateaux modernes. Ils sont utilisés pour du transport public et des croisières touristiques.

## Histoire

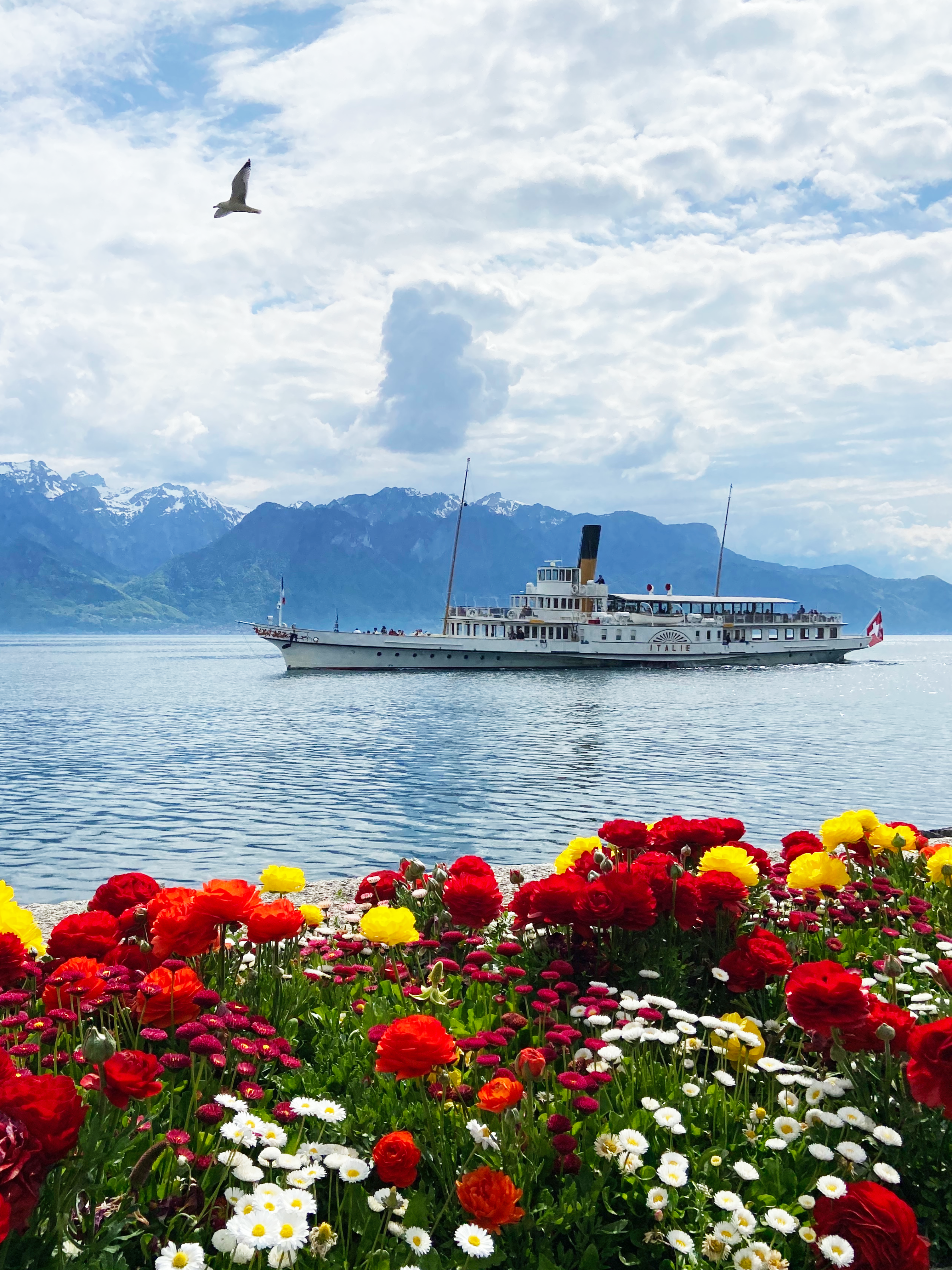
M/S Italie à Vevey

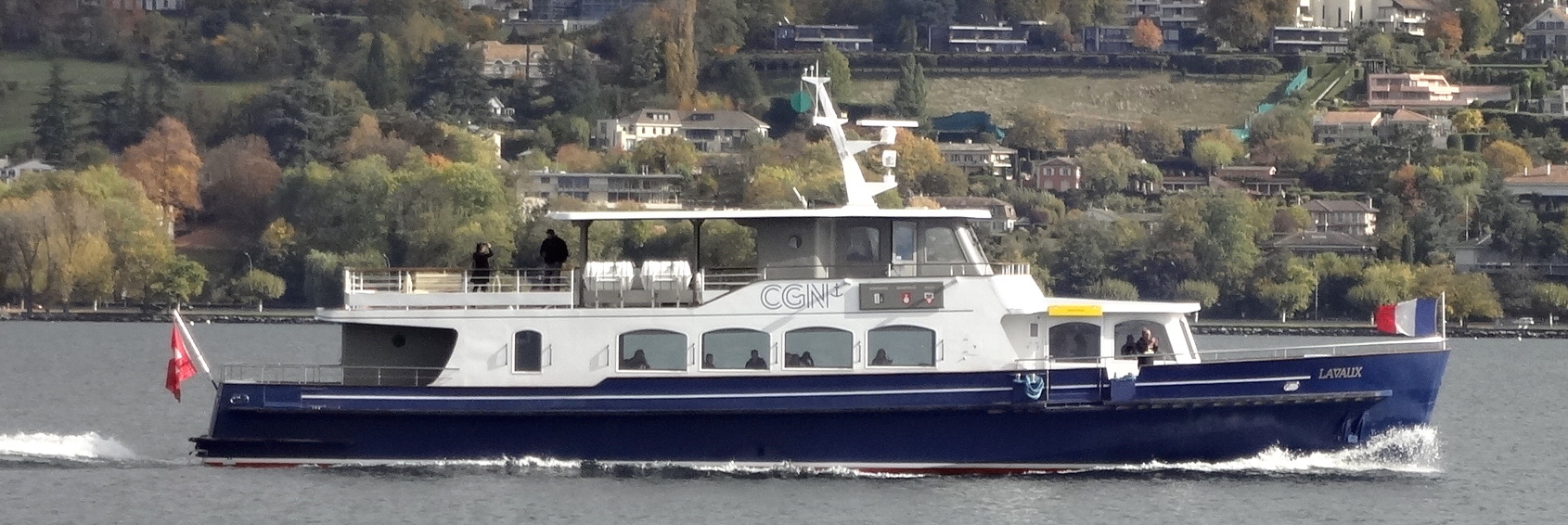
M/S Lavaux arrivant à Genève, 2017

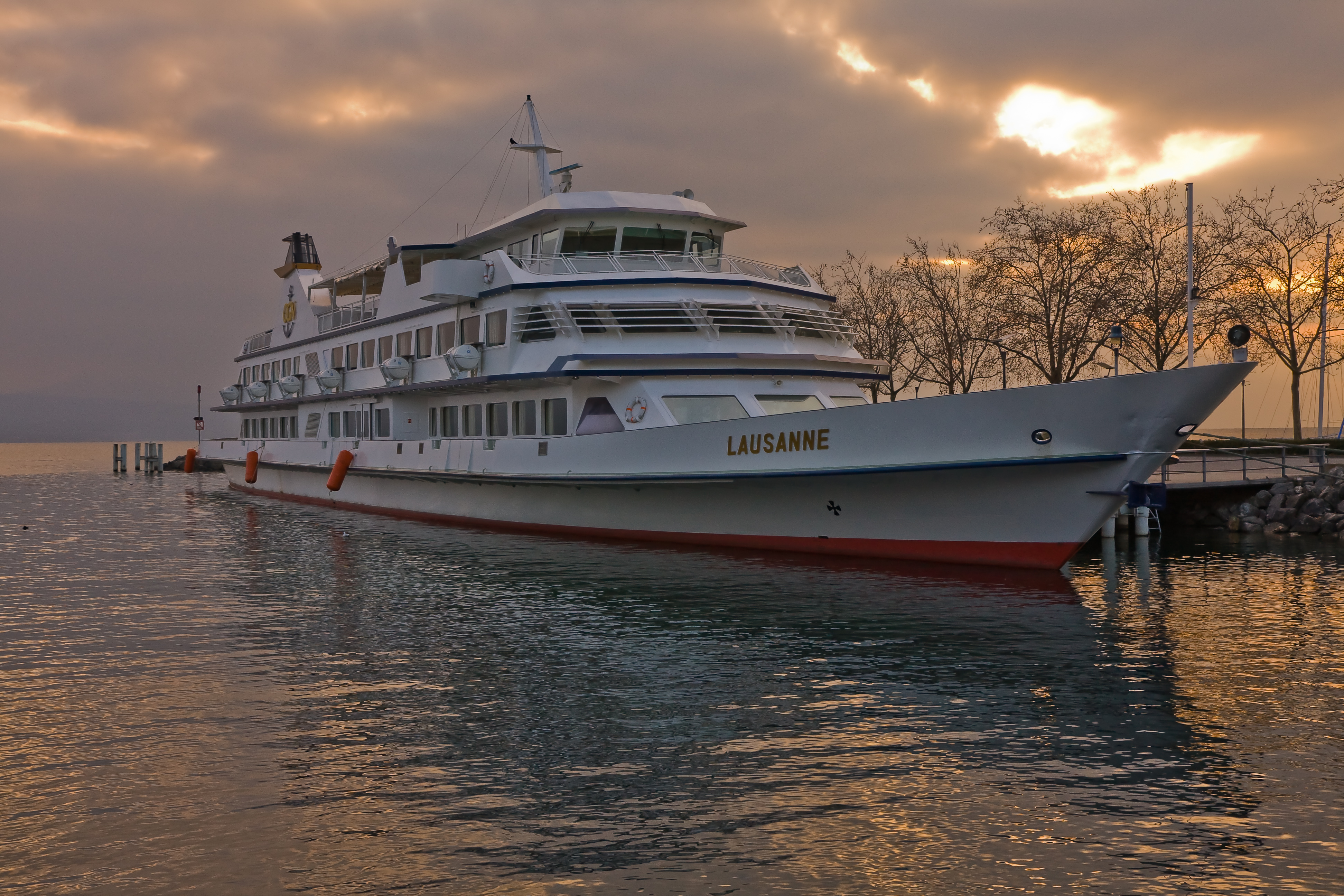
Le Lausanne au Port-d’Ouchy, 2007

### XIXesiècle
C'est grâce à Edward Church, consul des États-Unis en France, que le premier bateau à vapeur de Suisse, le Guillaume Tell, apparaît sur le Léman en 1823,.
En 1873, la CGN naît de la fusion de trois sociétés de navigation propriétaires de huit bateaux.
- La Compagnie de l'Helvétie de Lausanne, avec Helvétie (1841) et Bonivard (1868)
- La Société du bateau à vapeur le Léman de Lausanne avec le Léman (1857)
- L'Aigle, société anonyme de bateaux à vapeur de Genève, avec l’Aigle (1857)
- et en indivision : Guillaume-Tell (1853), Chillon (1857), Rhône (1857) et Winkelried

La CGN reprend le chantier de construction navale situé au port de Morges, où dix bateaux à vapeur ont été construits entre 1856 et 1886. La CGN déménage en 1888 à Ouchy (port de Lausanne) où se trouve depuis lors son chantier naval.
Progressivement, la navigation va cohabiter avec les chemins de fer (1870). Cette entente marque la prépondérance que va revêtir le tourisme dans toute la région lémanique. La flotte cherche sans cesse à s'agrandir en s'assurant le confort et la vitesse des transports. Le choix des destinations et les kilomètres parcourus augmentent.
Durant la « Belle Époque » le tourisme de luxe se développe intensément avec la construction de nombreux palaces, de nouvelles lignes de chemin de fer. C'est grâce à cette forte demande que la navigation connaît sa première période de gloire.

### XXesiècle
La Première Guerre mondiale affecte considérablement cet essor touristique, et la CGN en souffre beaucoup.
Une fois la guerre terminée, les fréquentations reprennent, mais le développement de l'automobile et la crise des années 1930 portent un nouveau coup dur à la compagnie. En 1940, la CGN est obligée de suspendre ses services durant 3 mois.
Heureusement, en 1943, les pouvoirs publics interviennent dans l'espoir de redonner à la CGN l'activité qu'elle avait connue auparavant, et en 1964, l'Exposition nationale donne une nouvelle impulsion, avec l'acquisition de nouvelles unités modernes.

### XXIesiècle

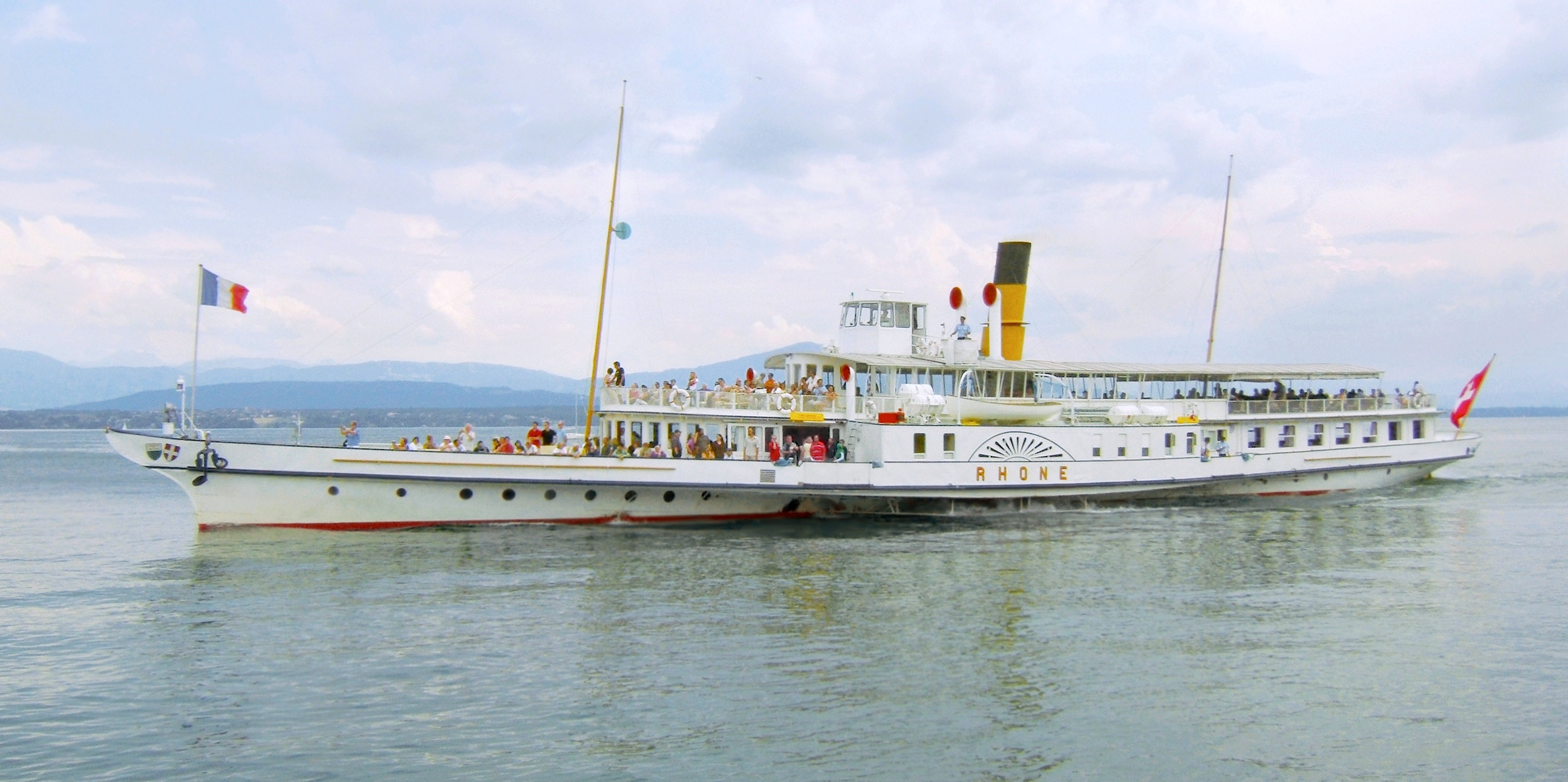
Le Rhône III à Nyon en 2009.

En 2005, les vedettes Morges et Lavaux, réalisées par le chantier « Merré », ont été transportées de Nort-sur-Erdre (30 km au nord de Nantes) jusqu'à Amphion-les-Bains pour être lancées peu de temps après. Elles ont été suivies en 2007 par la vedette rapide Coppet (appelée aussi NaviBus), puis en 2008, par le Valais. La presse a parlé de ce dernier transport car il a dû suivre un itinéraire modifié, plus long de 400 km, du fait des travaux sur une ligne de TGV.
La Poste suisse et la Fondation Pro Patria publient en 2011 une série de quatre timbres représentant des bateaux à vapeur des lacs suisses. Un timbre représente La Suisse (avec une valeur nominale de 1 franc suisse et 0.50 de surtaxe),.
Au début du XXIe siècle, la CGN possède la plus grande flotte au monde (en capacité de passagers) de bateaux « Belle Époque ». Ces huit bateaux sont classés monuments historiques par le canton de Vaud en juin 2011.
« Le classement s'étend à l'ensemble de la flotte Belle Époque (…), y compris les œuvres vives, le système de propulsion à vapeur d'origine, les roues à aubes, les superstructures, les aménagements intérieurs, les décors intérieurs et extérieurs, et l'armement de chaque navire. »
Les quatre bateaux qui ont conservé leur machine à vapeur d'origine, La Suisse, Savoie, Simplon et Rhône, sont en outre inscrits à l'inventaire suisse des biens culturels d'importance nationale,.

## Identité visuelle (logo)

Des années 1990 à 2013.
Depuis mars 2013[11].

## Desserte
Ligne Lausanne - St-Gingolph
- Lausanne
- Pully
- Lutry
- Cully
- Vevey Marché
- Vevey-La Tour
- Clarens
- Montreux
- Territet
- Château de Chillon
- Villeneuve
- Le Bouveret
- St-Gingolph

Ligne Lausanne - Genève
- Lausanne
- Morges
- Nyon
- Coppet
- Versoix
- Genève Mont-Blanc

Ligne N1 : Lausanne - Évian
- Lausanne
- Évian

Ligne N2 : Lausanne - Thonon
- Lausanne
- Morges
- Thonon

Ligne N3 : Nyon - Yvoire
- Nyon
- Nernier
- Yvoire

Ligne Lausanne - Genève
- Lausanne
- St-Sulpice
- Morges
- St-Prex
- Rolle
- Évian
- Thonon
- Yvoire
- Nernier
- Nyon
- Céligny
- Hermance
- Coppet
- Versoix
- Anières
- Corsier
- Genève Eaux-Vives
- Genève Pâquis
- Genève Jardin Anglais
- Genève Mont-Blanc

Ligne Genève - Hermance
- Genève Mont-Blanc
- Genève Jardin Anglais
- Genève Pâquis
- Corsier
- Coppet
- Versoix
- Hermance

## Activités
Le but de la CGN est l'exploitation commerciale des moyens de transport sur le lac Léman, l'entretien, la conservation et l'exploitation des bateaux. En plus de sa flotte, la CGN possède un chantier naval à Lausanne, à proximité du port.
La CGN offre :
- des croisières historiques et touristiques à bord de ses bateaux « Belle Époque » ;
- des transports publics entre les grandes villes côtières, via les trois lignes suivantes, toutes transfrontalières[12] :
  - N1 : Lausanne-Ouchy - Évian-les-Bains ;
  - N2 : Lausanne-Ouchy - Thonon-les-Bains ;
  - N3 : Nyon - Yvoire.
- la location de certains bateaux pour des événements tels que mariages ou soirées à thème.

Les croisières touristiques permettent notamment de regarder les Alpes, situées sur la côte Sud du lac Léman.
Plus de deux millions de passagers empruntent chaque année les bateaux de la CGN (2016-2017),.

## Flotte

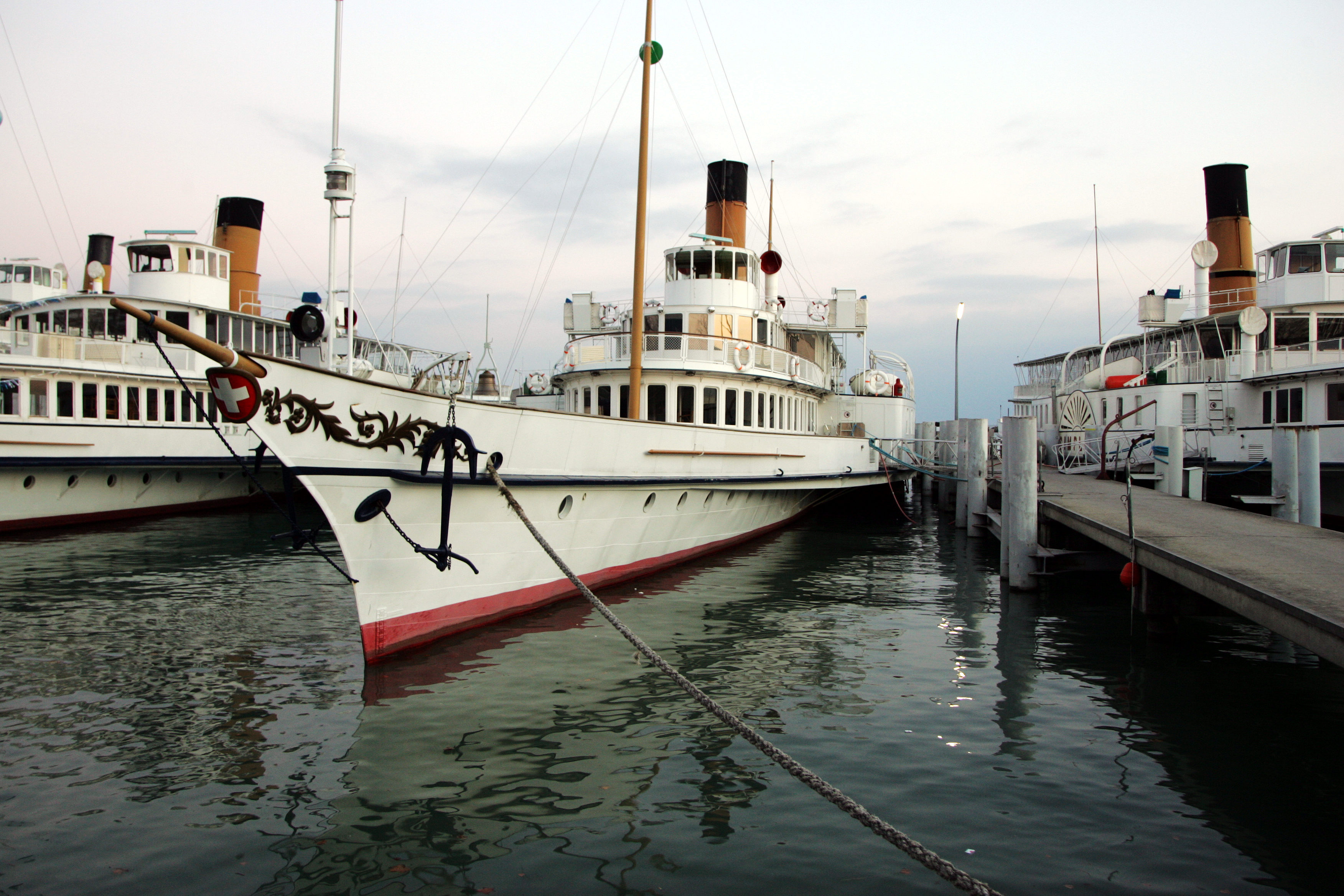
Bateaux de la CGN au Port-d’Ouchy (Lausanne)

La CGN possède dix-neuf bateaux, d'une capacité comprise entre 150 et plus de 1 000 passagers, dont la plus grande flotte de bateaux à roue à aubes et le plus grand bateau lacustre en Europe.

### Flotte Belle-Époque
Une part de la flotte de la CGN est des bateaux à vapeur de style Belle Époque, construits entre 1904 et 1927. Ces bateaux sont classés comme « bâtiments historiques d'importance nationale », et la CGN a pour mission la restauration, l'entretien et l'exploitation de ces bateaux.
Le 20 mars 2014, la fédération européenne du patrimoine culturel Europa Nostra a honoré la Compagnie générale de navigation et l'Association des amis des bateaux à vapeur du Léman, pour leurs actions en faveur de la sauvegarde de la flotte historique « Belle Époque ». Sur 160  projets sélectionnés dans 30 pays, ils font partie des 27 lauréats de l'édition 2014,.
| Photo                                                  | Nom       | Année | Dimension | Passagers | Moteur                    | Utilisation                 |
| ------------------------------------------------------ | --------- | ----- | --------- | --------- | ------------------------- | --------------------------- |
| Le Montreux lors de la 25ème parade de la CGN en 2023. | Montreux  | 1904  | 67 m      | 560       | vapeur, 650 kW            | croisières, location        |
| Le Vevey lors de la 25ème parade de la CGN en 2023.    | Vevey     | 1907  | 65 m      | 560       | diesel-électrique, 515 kW | croisières, location        |
| LItalie lors de la 25ème parade de la CGN en 2023.     | Italie    | 1908  | 65 m      | 560       | diesel-électrique, 515 kW | croisières, location        |
| Le bateau CGN "La Suisse" au large de Cully en 2019    | La Suisse | 1910  | 78 m      | 850       | vapeur, 1 030 kW          | croisières, location        |
|                                                        | Savoie    | 1914  | 67 m      | 690       | vapeur, 660 kW            | croisières, location        |
|                                                        | Simplon   | 1920  | 78 m      | 980       | vapeur, 1 030 kW          | croisières, location        |
|                                                        | Helvétie  | 1926  | 78 m      | -         | -                         | provisoirement hors service |
|                                                        | Rhône     | 1927  | 67 m      | 600       | vapeur, 625 kW            | croisières, location        |

### Flotte moderne
Une autre part de la flotte est des bateaux-bus « navibus » : des vedettes rapides et récentes utilisées pour des traversées quotidiennes du lac au départ de Lausanne, Évian, Thonon-les-Bains, Nyon, Yvoire.
Les petits bateaux tels que Coppet et Genève ont été acquis en 2007 en vue d'assurer la rentabilité de l'entreprise, les coûts d'exploitation des gros bateaux étant généralement trop élevés en basse saison.
| Le bateau CGN "Col-Vert" à Yvoire en 2018         | Col-vert                     | 1960             | 28 m | 130  | diesel, 295 kW               | bateau-bus, location |
|                                                   | Henry-Dunant                 | 1963             | 50 m | 700  | diesel, 2x365 kW             | croisières, location |
| Le bateau CGN "Général-Guisan" à Lausanne-Ouchy   | Général-Guisan               | 1964             | 50 m | 700  | diesel, 2x365 kW             | croisières, location |
| Le bateau CGN "Ville de Genève" à Lausanne-Ouchy  | Ville-de-Genève              | 1978             | 47 m | 560  | diesel, 2x400 kW             | bateau-bus, location |
| Le bateau CGN "Léman" à Evian-les-Bains           | Léman                        | 1990             | 50 m | 780  | diesel, 2x520 kW             | bateau-bus           |
| Le bateau CGN "Lausanne" à Lausanne-Ouchy en 2018 | Lausanne                     | 1991             | 78 m | 1200 | diesel, 2x870 kW             | croisières, location |
| Le bateau CGN "Lavaux" à Nyon en 2018             | Morges et Lavaux             | 2006             | 31 m | 200  | diesel, 2x720 kW             | bateau-bus           |
|                                                   | Coppet et Genève             | 2007             | 25 m | 120  | diesel, hydrojet , 2x1045 kW | bateaux-bus          |
|                                                   | Valais                       | 2008             | 30 m | 200  | diesel, 2x720 kW             | bateau-bus, location |
|                                                   | futurs bateaux (Naviexpress) | 2022 (Prévision) | ?    | 700  | hybride, ?                   | bateaux-bus          |
| 2023 (Prévision)                                  | futurs bateaux (Naviexpress) | ?                |      | 700  | hybride, ?                   | bateaux-bus          |

### Anciens bateaux
Bateaux acquis par la CGN en 1873 ou construits pour la CGN par la suite.
- Helvétie I (1841-1918)
- Aigle II (1842-1860) (devient le Simplon I)
- Rhône No.1 (1855-1883)
- Italie I (1856-1875)
- Aigle III (1857-1918)
- Léman III (1857-1927) (devient le Léman IV)
- Simplon I (1860-1874)
- Chillon (1865-1900) (anciennement Rhône No.2 1857-1865)
- Chablais I (1866-1873)
- Bonivard (1868-1925, incendie)
- Winkelried II (1871-1918)[23]
- Ville-de-Genève I (1872-1893) (anciennement La Flèche sur le lac de Neuchâtel 1857-1872, renommé Guillaume Tell III 1893-1912 après rénovation)
- Mouche No.1 (1874-1885)
- Mouche No.2 (1874-1885)
- Cygne (1875-1910) (devient le Stadt-Biel sur le Lac de Bienne, jusqu'en 1931[24])
- Mouche No.3 (1875-1885)
- Mouette (1875-1907)
- Mont Blanc II (1875 rebaptisé La Suisse en 1893, puis Evian en 1910. Démoli en 1940)
- Jura (1879-1905)
- Simplon II (1879-1915) (devient Guillaume-Tell IV)
- Dauphin (1882-1917)
- Ville de Vevey (1885-1897)
- Abeille (1885-1901)
- Ville d'Évian (1885-1901)
- France (1886-1933), amarré comme bureau CGN au Jardin Anglais jusqu'en 1966 et démoli en 1968[25]).
- Major Davel I (1892-1968), démoli en 1990[26]).
- Guillaume Tell III (1893-1912) (anciennement Ville-de-Genève I)
- Genève (1896-1974) (racheté et conservé par l’Association pour le Bateau Genève, port des Eaux-Vives)
- Lausanne I (1900-1978, démoli)
- Général Dufour (1905-1966, démoli en 1977) (jumeau du Montreux)
- Venoge (1905- ) (marchandises)
- Valais (1913-1962) (utilisé de 1966 à 2000 comme bateau-restaurant ancré devant le Jardin Anglais, démoli en 2003)
- Guillaume Tell IV (1915-1917)
- Léman IV (1942-1987) (construit sur la coque du Léman III)
- Grèbe (1961-2005, vendu à la compagnie SMGN)
- Bécassine (1961-1985, construite en 1931, vendue en 1985 à la compagnie SMGN)
- Albatros, hydroptère mis en service pour l'Expo 64 et vendu en 1972.
- Chablais II (1974-2010)[27]

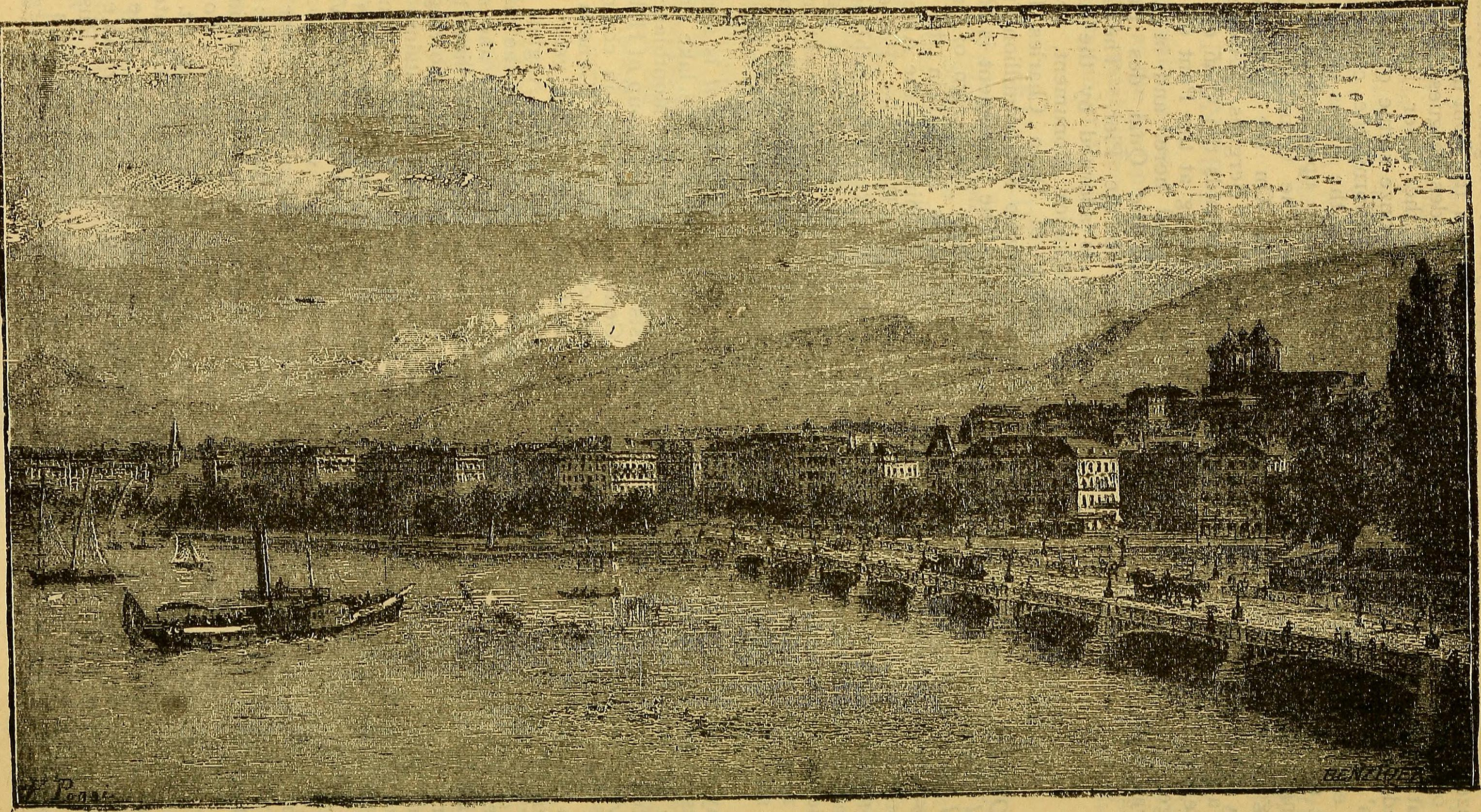
Un bateau à vapeur devant le pont du Mont-Blanc, gravure de 1853
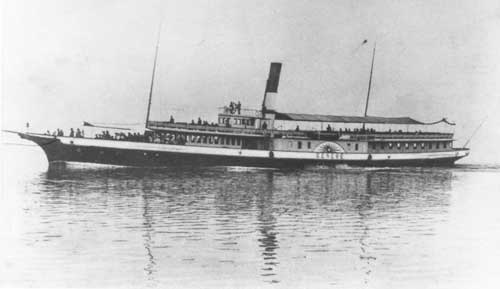
Le Genève en 1896
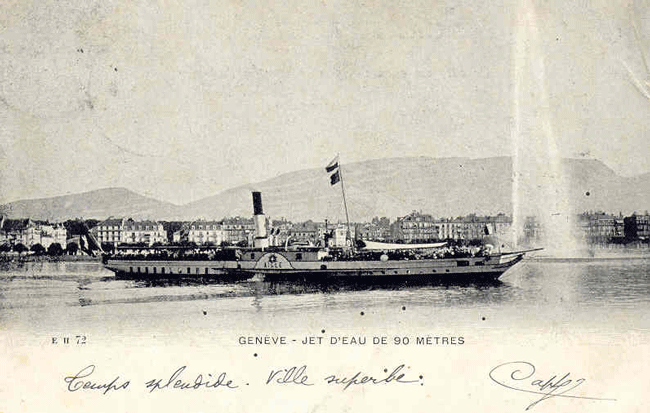
L’Aigle III avant 1904
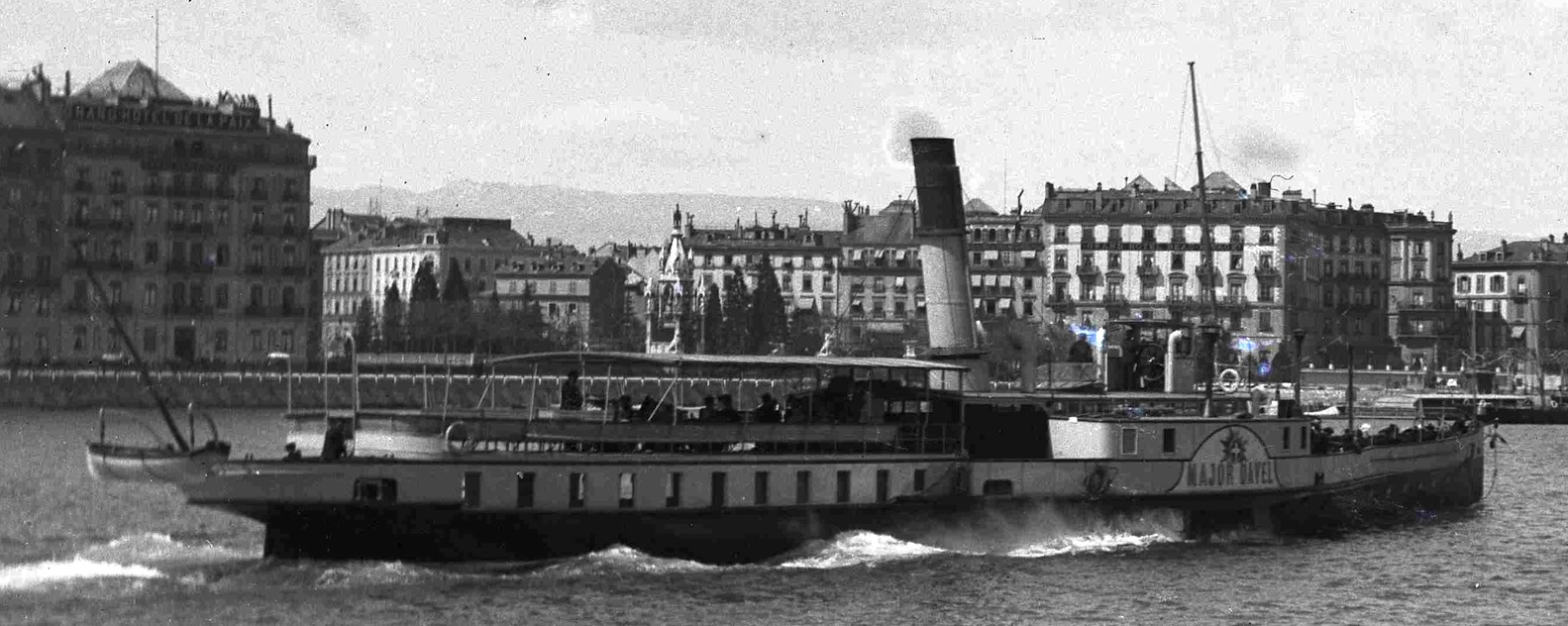
Le Major Davel avant 1910
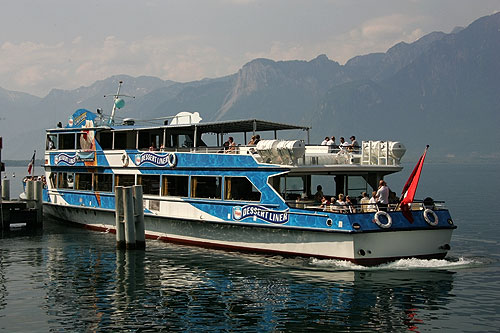
Le Chablais II en 2005

## Accidents et incidents
Des exercices ont lieu pour se préparer à des accidents, dans le cadre du dispositif international de sécurité et de sauvetage sur le lac Léman et du plan multilatéral de secours sur le lac Léman. L’exercice « Léman 16 » a eu lieu le 15 septembre 2016, il a simulé un accident survenu sur un bateau de la CGN et a engagé plus de 730 personnes.

### Intempéries
Des vents violents et une trop forte houle peuvent contraindre les bateaux à rester à quai. Par exemple en janvier 2017, aucun bateau CGN n’effectue la traversée vers Évian pendant deux jours. Ce qui provoque des plaintes de la part des pendulaires malgré la mise en place de transports de substitution.
En décembre 1967, l'Italie II s'échoue sur la plage à Cully, à cause du brouillard et des bourrasques de neige. En 1969, le Vevey est drossé par un fort vent du sud contre la digue de Lutry (l'Italie le sort de ce mauvais pas).

### Détournements
La CGN se doit de prêter assistance sur le lac. Par exemple le 22 octobre 2017, le capitaine a détourné son bateau qui effectuait la course Évian-Ouchy, il est reparti au large sans laisser débarquer les passagers pour porter secours à un navigateur de catamaran au large d’Ouchy. Un bateau peut aussi interrompre sa course si un passager nécessite des soins urgents, cela a été le cas du Genève le 10 septembre 1898 quand l'impératrice d'Autriche dite « Sissi » est assassinée.

### Collisions
Une embarcation de taille moyenne, le Cygne (1875-1910, 37 mètres) a eu de nombreux accidents. Il heurte la jetée du port de Thonon en 1876. Le 23 novembre 1883, il percute Le Rhône qui coule en quelques minutes, emportant onze passagers et membres d'équipage. En 1886, il entre en collision avec Le Léman devant Nyon. D’autres collisions ont lieu avec des barques du lac.
Le Genève entre en collision le 3 mai 1928 avec le Rhône près de Pully. Une partie d’un mât se brise et tue une passagère.
Le 26 août 1958, La Suisse entre en collision avec un pédalo. Une jeune fille de 15 ans est mortellement blessée.
Le 1er septembre 2013, un voilier est entré en collision avec le Simplon, encore proche du débarcadère de Nyon et en route pour Yvoire, peu avant le départ d’une régate. Un jeune a été blessé et transféré à l'hôpital de Genève, les quatre autres passagers ont sauté à l’eau.

### Problèmes techniques et autres

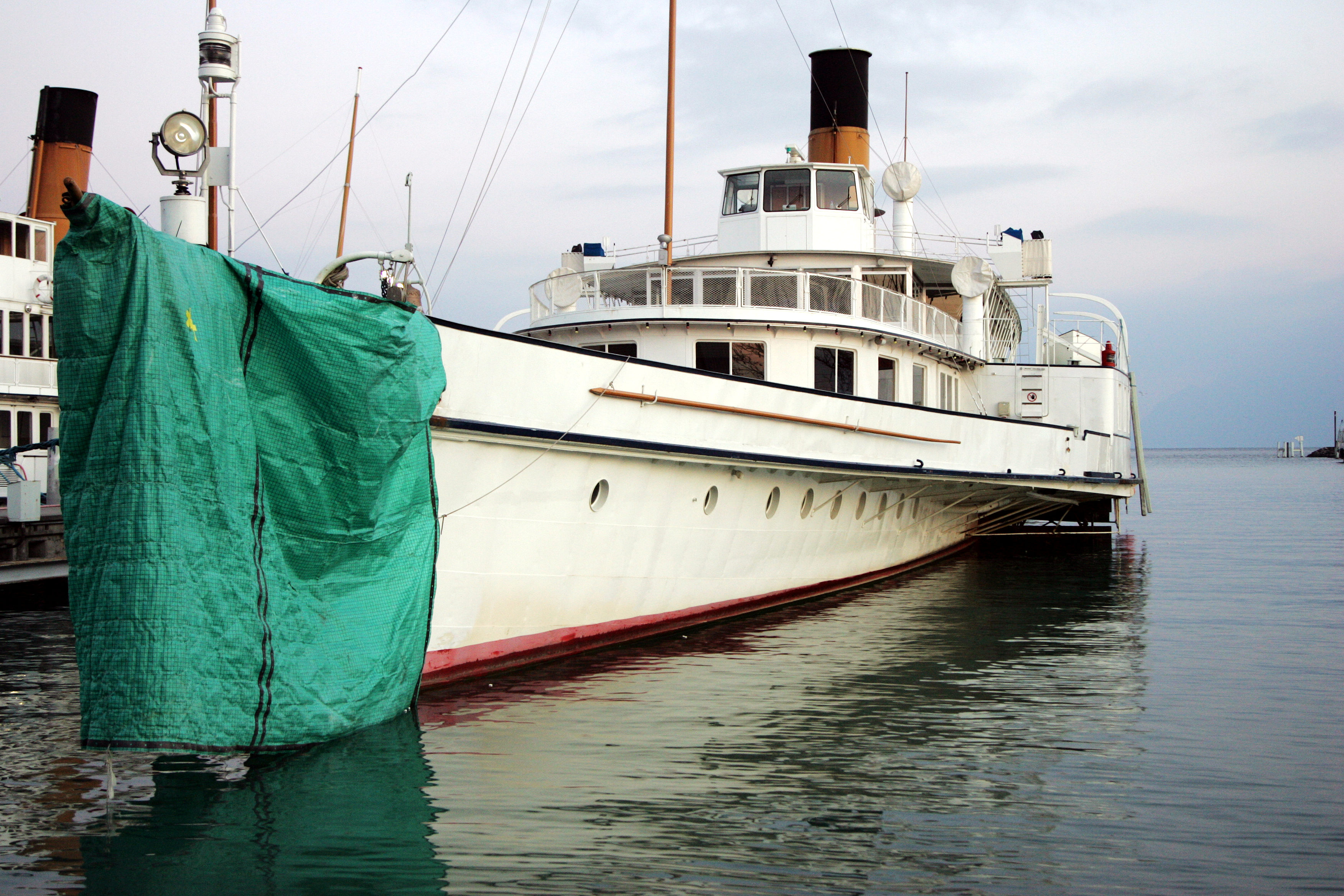
Le Simplon en réparation au port d'Ouchy en 2007.

En 1892, la chaudière du Mont-Blanc II explose alors qu’il décharge ses passagers au port d’Ouchy. Il y a 26 victimes.
En 1925, un incendie détruit le Bonivard, stationné pendant une nuit à Ouchy.
Le Simplon a un spectaculaire accident dans la rade de Genève le 18 août 2003 : l'explosion d'un de ses foyers de chaudière.
En 2007, le Simplon emboutit le quai à Genève, en face de l’Hôtel de la Paix. Un positionnement particulier des bielles, tout à fait exceptionnel, a provoqué un brusque arrêt du moteur. Puis, sous l'effet de la bise, le capitaine n’a pu éviter l’accident et la proue a été endommagée.
Le 1er février 2017, le Genève fini dans la digue du Quai d'Ouchy à Lausanne à la suite de l'assoupissement du capitaine lors de sa dernière course depuis Thonon-les-Bains. Le bateau transportait 2 passagers et 2 membres d'équipage dont le pilote mais n'a fait aucun blessé. Il ne sera libéré des rochers qu'au petit matin et réparé au chantier naval.
Le 5 août 2017, le Coppet subit une avarie moteur au large d'Amphion alors qu'il rejoignait Thonon-les-Bains. Les passagers ont fini le trajet grâce à la vedette de sauvetage et les bateaux des pompiers. Le bateau fût ensuite remorqué par la vedette du sauvetage de Thonon jusqu'à son port d'attache à Lausanne.
Le 3 janvier 2019, le Ville de Genève reliant Thonon-les-Bains à Lausanne a dû être évacué. Un incendie s'est déclaré dans la salle des machines, nécessitant l'intervention des sapeurs-pompiers de Thonon. Le bateau était à quai lorsque le feu s'est déclaré.
Le 24 décembre 2020, encore le Ville de Genève s'ensable sur une plage après son départ de 5h30 du débarcadère de Thonon-les-Bains. Il repartira de ses propres moyens après des vérifications de sécurité de l'équipage. Seul un retard de 25 minutes est à déplorer. Le bateau a été remplacé pour effectuer une inspection au chantier naval.

### Noyades
En avril 2004, un homme de 68 ans s’est noyé après avoir chuté du vapeur La Suisse. Il est tombé en redescendant de la timonerie où il a eu exceptionnellement accès pour faire des photographies. Le bateau s'est immobilisé rapidement (environ 200 mètres), a fait machine arrière, et l’équipage a mis à l’eau un canot, mais à ce moment on a perdu de vue l’homme qui nageait dans une eau à 10 degrés.
En novembre 2017, un enfant débarque du bateau-bus Léman à Évian-les-Bains, tombe du débarcadère et « coule à pic ». Une contrôleuse de la compagnie plonge dans le lac et parvient à le sauver. Au vu d’une température de l’eau de 12 degrés, l’incident aurait pu être fatal aux deux. La compagnie a rappelé que les employés ne sont pas des professionnels du secourisme et que l’on n'attend pas d’eux qu’ils se jettent à l'eau, que ce soit à quai ou depuis les bateaux. « Au cours des vingt dernières années, la CGN assure qu’aucun cas semblable n’a été signalé. Aucune noyade d’un passager n’a été rapportée dans le même temps » (le cas de l’homme tombé d’un bateau en 2004 est différent, il n’était pas dans l’espace réservé aux passagers).

## Actionnariat
La Compagnie générale de navigation sur le lac Léman est détenue par plus de 10 000 actionnaires publics et privés. Les cantons de Vaud, de Genève et du Valais détiennent 57 % de l'entreprise. L'Association des amis des bateaux à vapeur du Léman (ABVL) en détient 22 %. Les 21 % restants se répartissent en plus petites parts.

## Distinctions
- Prix ICONOS 2019 : la Compagnie générale de navigation (CGN) reçoit, pour les travaux effectués sur l’ensemble des salons de première classe de sa flotte Belle Époque, le titre « Restaurant historique de l’année 2019 » de la section nationale suisse du Conseil international des monuments et des sites[42].
- Prix Europa Nostra 2014 : la flotte Belle-Époque reçoit un prix dans la catégorie « Conservation », pour les efforts tant de la CGN que de l’Association des amis des bateaux à vapeur du Léman (ABVL)[43].